# Alwine
Alwine is een gehucht in Uebigau-Wahrenbrück, in de deelstaat Brandenburg, 120 kilometer ten zuiden van Berlijn.
Alwine ligt in een bosrijke omgeving, in de voormalige DDR dat tijdens het communistisch bewind hoorde bij een brikettenfabriek. Na de val van de Berlijnse Muur sloot de fabriek waarna het dorp in 2000 aangekocht werd door twee broers. Op 9 december 2017 is het gehucht voor 140.000 euro telefonisch geveild aan een anonieme Duitse koper.